# Lithocarpus brochidodromus
Lithocarpus brochidodromus är en bokväxtart som beskrevs av Julia och Soupadmo. Lithocarpus brochidodromus ingår i släktet Lithocarpus och familjen bokväxter. Inga underarter finns listade.